# Ualabi

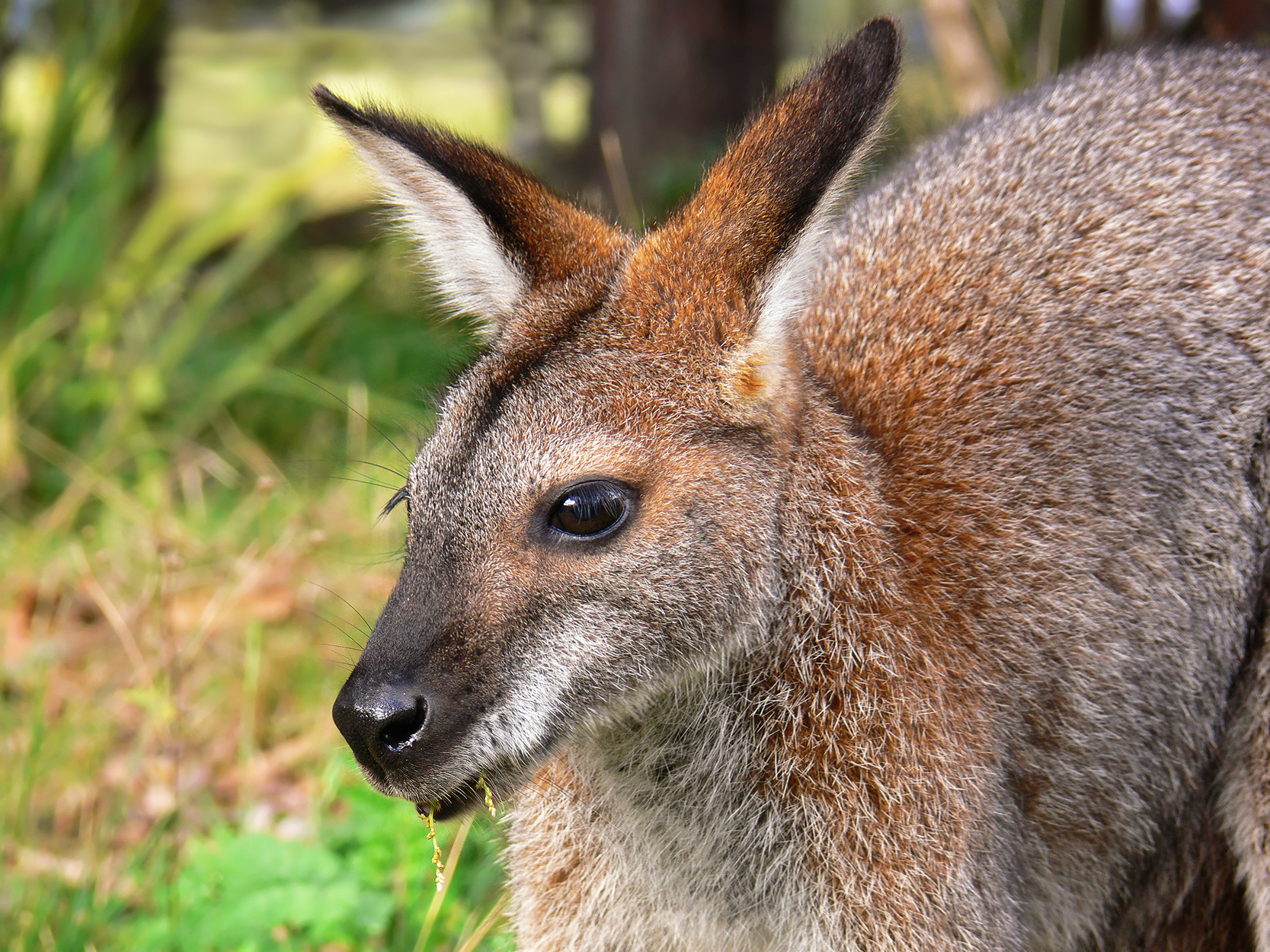
Ualabi de coll vermell

Un ualabi és qualsevol d'entre unes trenta espècies de macròpode. És un terme informal utilitzat normalment per a qualsevol macròpode que sigui més petit que un cangur, i que no té cap altre nom.
El nom ualabi ve de la llengua de la tribu d'aborígens australians dels darug, els habitants originals de l'àrea de Sydney.